# Friederike Julie Lisiewska
Friederike Julie Lisiewska, (nascida em 26 de dezembro de 1772 em Dessau e falecida em 27 de abril de 1856 em Wismar) foi uma pintora alemã que trabalhou em Berlim e Meclemburgo.